# Wolfgang Werther Mühlpfordt
Wolfgang Werther Mühlpfordt auch: Mühlpfort, Mülpfort, Mülpfordt, Mülpfohrt  (* 2. November 1575 in Roda/Thüringen; † 6. Mai 1623 in Jena) war ein deutscher Rechtswissenschaftler.

## Leben
Mühlpfordts Vorfahren stammen aus einer sich weit verzweigenden Zwickauer Ratsherren- und Bürgermeisterfamilie. Sein Vater Johann Friedrich Mühlpfordt (* 1. November 1550; † 8. November 1624 in Jena), war erst Amtsschreiber, danach Amtsschösser in Roda und bekleidete siebenundzwanzig Jahre lang die Funktion eines Amtschössers von Ichtershausen und Wachsenburg. Seine Mutter Gertrud Körner (* Roda; † 4. Oktober 1598 in Ichtershausen) stammte ebenfalls aus einem Ratsherren- und Bürgermeistergeschlecht von Roda und war die Tochter des Amtsschössers Ilian Körner. Wolfgang Werther besuchte die Schulen in Halle (Saale) und Magdeburg. Danach begann er Studien, welche ihn an die Universität Marburg, am 10. Oktober 1595 an die Universität Helmstedt, am 6. August 1597 an die Universität Jena, an die Universität Köln, die Universität Heidelberg, die Universität Straßburg, die Universität Freiburg/Breisgau und 1602 an die Universität Basel führte.
In Basel promovierte er am 21. Oktober 1602 zum Doktor der Rechte, arbeitete dann als Anwalt in Speyer und Leipzig. 1605 zog er nach Jena, wo er 1611 Advokat am Hofgericht wurde und 1614 Hofrat des Grafen Philipp Ernst von Hohenlohe-Langenburg. 1619 erhielt er eine ordentliche Professur der Rechte an der Jenaer Hochschule und wurde 1620 Assessor des Hofgerichts in Jena. Als Jenaer Hochschullehrer beteiligte er sich auch an den organisatorischen Aufgaben der Bildungseinrichtung. So war er Dekan der juristischen Fakultät und im Sommersemester 1622 Rektor der Alma Mater.

## Familie
Mühlpfordt verheiratete sich am 22. Januar 1605 in Leipzig mit Anna Elisabeth Krapp (* 22. September 1587 in Torgau; † 22. Juli 1624 in Jena), die Tochter des Torgauer Ratsherrn Andreas Krapp und dessen Frau Elisabeth Leicher. Mit ihr hatte er neun Kinder. Von den Kindern sind bekannt:
- Johann Friedrich Mühlpfordt (* 19. Juni 1606 in Jena; † 4. März 1663 ebd.)
- Johann Daniel Mühlpfordt (* 11. September 1607 in Jena; † 8. August 1616 ebd.)
- Anna Maria Mühlpfordt (* 10. August 1609 in Jena; † ) verh. I. 1626 mit dem Leibarzt in Weimar Dr. med. Bernhard Heider, Sohn des Jenaer Professors Wolfgang Heider; verh. II. mit dem Lehnssekretär in Weimar Wolfgang Schaper
- Paul Mühlpfordt (* 28. April 1612 in Jena) verm. in Westpreußen heimisch geworden
- Hieronymus Mühlpfordt (* 24. Februar 1614 in Jena; † 9. Februar 1695 ebd.) Dr. jur., gräflich Hohenlohischer Rat und Advokat Hofgericht Jena, verh. I. 19. Juni 1643 in Jena mit Regina Schenck (* 17. März 1608 in Zwickau; † 23. Mai 1655 ebd.) Witwe des Jacob Fomann, Tochter des Jenaer Professors Eusebius Schenck; verh. II 2. Juni 1656 mit Anna Sabina Stahl  (* 18. Juni 1636; † 25. April 1676 in Jena), die einzige Tochter des Jenaer Professors Daniel Stahl;
- Albert Wilhelm Mühlpfordt (* 14. März 1616 in Jena; † 1680) verh. Martha Nacke (* 1619)
- Anna Elisabeth Mühlpfordt (* 21. Januar 1618 in Jena; † 1661 ebd.)
- Wolfgang Werther Mühlpfordt (* 26. Dezember 1619 in Jena)
- Maria Magdalena Mühlpfordt (* 23. Januar 1622 in Jena; † 9. Juli 1636 ebd.)

## Werke (Auswahl)
- De sponsalibus et nuptiis. Jena 1608 (books.google.de).
- Disputatio, De Adquirenda Vel Amittenda Possessione. Straßburg 1602 (uni-jena.de).
- Quaestionum Iuris Controversi Decas. Jena 1608 (uni-jena.de).
- Disputatio Ultima. De Appellationibvs. Jena 1608 (reader.digitale-sammlungen.de).
- Problematum Hanc Iuridico-Politicorum Disceptationem. Censione Et Suffragio. Jena 1608 (uni-jena.de).
- Disputatio Illustrium Quarundam Quaestionum ex tit. De Emtione, Venditione, Locatione, Conductione, Et Emphyteusi Desumptarum. Jena 1609, (uni-jena.de).
- Singularia Iuris Controversi secundum ordinem Edicti perpetui discontinuum. Jena 1610 (uni-jena.de).
- Theses Subsecuturas De Solutionibus. Jena 1611 (reader.digitale-sammlungen.de).
- Theses de legitimadefensione. Jena 1612
- Disputatio Juridica, De Fidejussionibus. Jena 1618 (books.google.de).
- Disp. de reconventione. Jena 1619 (reader.digitale-sammlungen.de).
- Positiones Iuridicae De Verborum Obligationibus, Materia Iuris Varia, Multiplici, Obscura & salebrosa. Jena 1619 (uni-jena.de).
- Disp. inaug. de iure venandi. Jena 1620 (reader.digitale-sammlungen.de).
- Disputatio Iuridica De Revisione. Jena 1620 (uni-jena.de).